# Gianni e Pinotto contro i gangsters
Gianni e Pinotto contro i gangsters (The Noose Hangs High) è un film con Bud Abbott e Lou Costello, meglio noti in Italia come Gianni e Pinotto.

## Trama
Un gangster ruba 50.000 dollari e si serve di Gianni e Pinotto per smistare la somma.
Ma i due sebbene non capiscano subito l'imbroglio per la loro inettitudine, mettono la polizia sulle tracce del criminale.